# Hypaeus ignicomis
Hypaeus ignicomis är en spindelart som beskrevs av Simon 1900. Hypaeus ignicomis ingår i släktet Hypaeus och familjen hoppspindlar. Inga underarter finns listade i Catalogue of Life.